# Estación El Moro
El Moro es una estación ferroviaria, ubicada en el Partido de Lobería, en la Provincia de Buenos Aires, Argentina.

## Servicios
Es una estación que forma parte del ramal que une la ciudad de Ayacucho con las ciudades de Necochea y Quequén. No presta servicios de pasajeros desde fines de la década de 1990. Sus vías están concesionadas a la empresa privada de cargas Ferrosur Roca, que presta esporádicos operativos de carga hacia el puerto de Quequén.
Se encuentra muy deteriorada y sólo se conservan las paredes y el cartel nomenclador.